# Vu Ding
Vu Ding (kitajsko 武丁, pinjin Wǔ Dīng) z osebnim imenom Dzi Džao je bil kralj dinastije Šang, ki je vladal Kitajski okoli druge polovice 1200. let pr. n. št.  Je najzgodnejša oseba v kitajski zgodovini, omenjena v sodobnih zapisih. V Letopisih dinastije Šang, ki so jih sestavili kasnejši zgodovinarji, je veljal na pol za legendo, dokler niso leta 1899 v ruševinah njegove prestolnice Jin blizu današnjega Aajanga odkrili napisov v orakeljski pisavi na kosteh iz časa njegove vladavine. Kosti so bile z radiokarbonsko metodo datirane v obdobje 1254–1197 pr. n. št.

## Zgodovina

### Datiranje
Ker je Vu Ding najzgodnejši kitajski vladar, potrjen v sodobnih virih, je datiranje njegove vladavine zgodovinsko zelo zanimivo. 
Po tradicionalni kronologiji je vladal od leta 1324–1266 pr. n. št. V kembriški Zgodovini starodavne Kitajske   se kot končni datum njegove vladavine navaja leto 1189 pr. n. št. Kronološki projekt Šja–Šang–Džov (2000), ki ga sponzorira kitajska vlada, navaja, da je vladal v letih 1250–1192 pr. n. št.  Napisi šestindvajsetih orakeljskih vedeževanj iz kosti iz časa njegove vladavine so bili radiokarbonsko datirani v obdobje 1254–1197 pr. n. št. ± 10 let.

### Zgodnje življenje
Po izročilu iz kasnejšega obdobja mu je bilo v šestem letu očetove vladavine ukazano, naj živi v Heju (河) in študira pri Gan Panu (甘盤). Ta zgodnja leta, preživeta med navadnimi ljudmi, so mu omogočila, da se je seznanil z njihovimi vsakodnevnimi težavami. 

### Dokumenti
V Zapisih velikega zgodovinarja (Šidži) ga Sima Čjan omenja kot dvaindvajsetega kralja Šanga in naslednika svojega očeta Šjao Jija (小乙). Napisi  na orakeljskih kosteh, ki so jih odkrili v Jinšuju, pravijo, da je bil enaindvajseti kralj Šanga. Knjiga dokumentov pravi, da je bil ustoličen v letu dingvej (丁未) z Gan Panom (甘盤) kot prvim ministrom in v Jinu (殷) kot glavnem mestu.   
Zvestobo sosednjih plemen je dosegel tako, da se je poročil s po eno ženo iz vsakega plemena. Orakeljski napisi na kosteh omenjajo nič manj kot štiriinšestdeset njegovih žena.:464 Njegova priljubljena žena Fu Hao je po poroki služila kot vojaški general in visoka svečenica. Njegova žena Fu Džing je bila verjetno odgovorna za nadzor kmetijstva, saj je bilo kmetijstvo tema, o kateri je najpogosteje vedeževala.
Po Bambusnih letopisih je v petindvajsetem letu njegove vladavine v izgnanstvu umrl njegov sin Dzu Dži (祖己). 
Po Knjigi dokumentov je v devetindvajsetem letu svojega vladanja v kraljevem templju vodil obrede v čast svojega prednika Da Jija (大乙), prvega kralja dinastije Šang. Razjezen zaradi prisotnosti divje kokoši, ki je stala na eni od obrednih bronastih posod, je obsodil svoje vazale in napisal razglas z naslovom Dan dodatnega žrtvovanja Gao Dzongu (高宗肜日).
Po Bambusnih letopisih je  dvaintridesetem letu svojega vladanja poslal vojake v Guj Fang (鬼方) in ga po treh letih bojevanja osvojil. Di (氐) in Čjang (羌) sta v Šang takoj poslala odposlance, da bi se pogajali o miru.  Njegove vojske so v triinštiridesetem letu njegove vladavine  osvojile Dapeng (大彭) in  v petdesetem letu njegove vladavine Tunvej (豕韋). Kako so v povezavi s temi akcijami potekala vedeževanja, ni jasno. Na kosteh preročišča je Guj Fang omenjen samo enkrat, kampanji v Gong Fang in Tu Fang pa več sto krat. 
Po vseh razpoložljivih virih, od katerih nobeden ni sodoben, je Vu Ding  umrl v devetinpetdesetem letu svojega vladanja. V poznejši tradiciji na splošno velja za enega najboljših kraljev dinastije Šang. Nasledil ga je sin Dzu Geng (祖庚).